# Tomás José de Melo

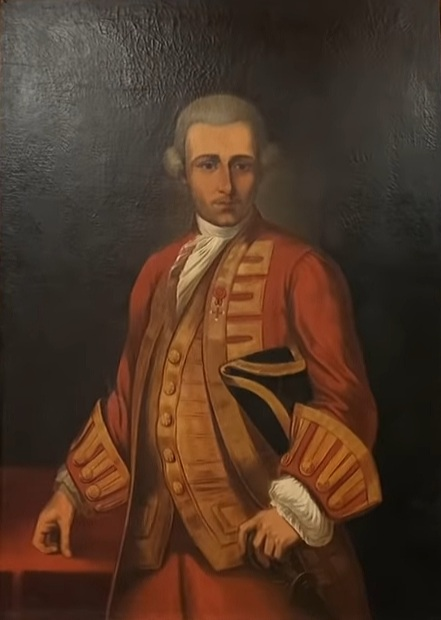
Retrato por autor desconhecido, século XVIII (acervo do IAHGP).

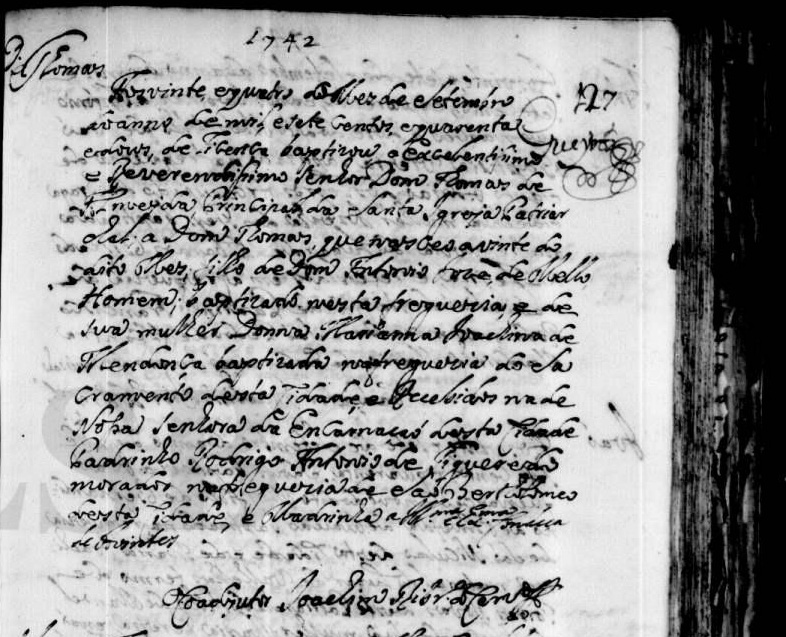
Registro de baptismo de D. Tomás de Melo, nascido em Mercês, Lisboa, em 20 de setembro de 1742.

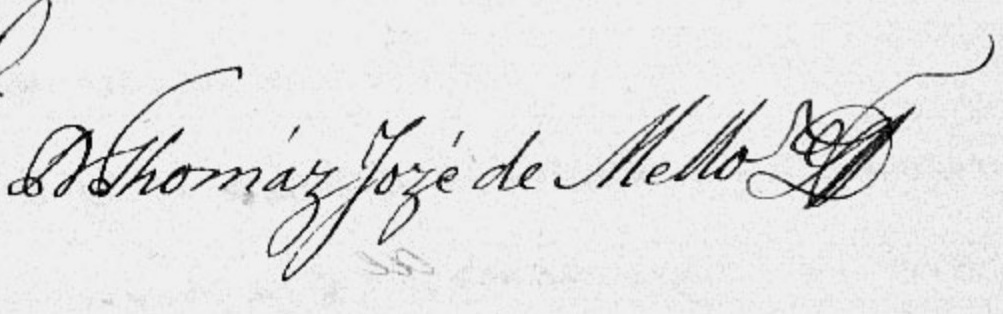
Assinatura de D. Tomás de Melo.

Tomás José de Melo (Lisboa, 20 de setembro de 1742 – Lisboa, 15 de agosto de 1805) foi um militar português, Governador da Capitania de Pernambuco entre os anos de 1787 e 1798. Nascido em 20 de setembro de 1742, e baptizado quatro dias depois, pertencia a casa dos Marqueses de Alegrete e seguiu carreira militar desde jovem. Com rápida ascensão de patentes, foi nomeado para o governo da capitania em 11 de agosto de 1786. Chegando à Pernambuco em 11 de dezembro do ano seguinte, tomou posse no dia 13 do mesmo mês. Comandou a capitania de Pernambuco até o dia 29 de dezembro de 1798, quando passou o governo à junta formada pelo Bispo de Olinda José Joaquim da Cunha de Azeredo Coutinho, pelo Comandante de Esquadra Pedro Severim e pelo Ouvidor Geral António Luís Pereira da Cunha.